# سخن از هایده
سخن از هایده (عنوان انگلیسی: Hayedeh: Legendary Persian Diva) فیلمی مستند ساخته پژمان اکبرزاده درباره فعالیت‌های هنری و آثار هایده، خواننده ایرانی است.
فیلم در هلند، آلمان، بریتانیا، فرانسه و ایالات متحده آمریکا ضبط شد و سرانجام در سال ۲۰۰۹ در هلند به پایان رسید.
مستند «سخن از هایده» بیستم ژانویه ۲۰۱۰ در بیستمین سالگرد درگذشت این خواننده، توسط شبکه ایرانیان هلند منتشر شد.

## چکیده
سخن از هایده دربرگیرندهٔ نگاهی فشرده به فعالیت‌ها و آثار هایده از آغاز تا پایان، ویدئوها، عکس‌ها، فایل‌های صوتی، گفتگوها با همکاران او مانند آندرانیک، فرید زلاند، صادق نوجوکی، محمد حیدری، انوشیروان روحانی، فرنوش بهزاد، پرویز رحمان‌پناه است.

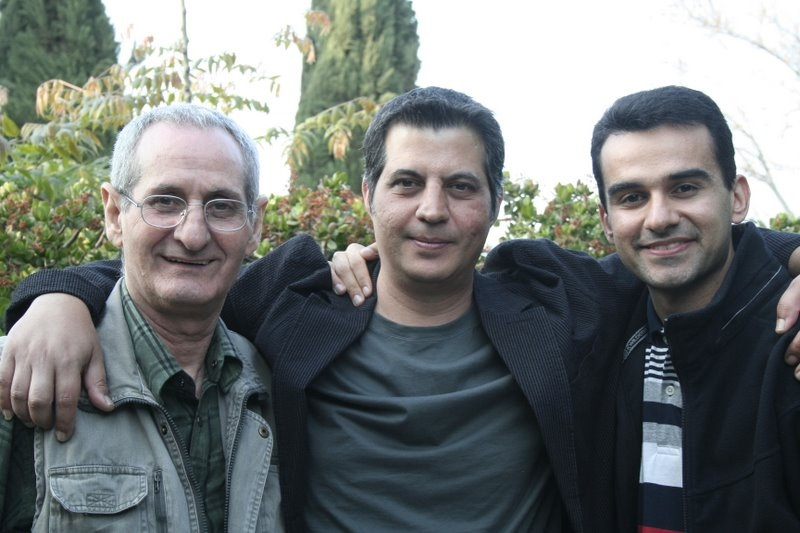
آندرانیک - در لس‌آنجلس، آوریل ۲۰۰۸

در فیلم همچنین محمود خوشنام (منتقد و از سردبیران پیشین «مجله موسیقی» در تهران) نخستین اثر حرفه‌ای هایده، «آزاده» را آنالیز کرده و شهبانو فرح پهلوی نیز از خاطرات خود با هایده گفته‌است.
تعدادی از صداها و ویدئوهای آرشیوی از اجراهای زنده و استودیویی، اظهار نظرها و خاطره‌های هنرمندان (علی تجویدی، پرویز صیاد، مهستی، نصرالله معین، لیلا کسری/هدیه، مارتیک و اندی) درباره هایده نیز در مستند گنجانده شده‌است. همچنین آثاری که هنرمندان در سال‌های پس از درگذشت این خواننده به یاد او آفریده‌اند و کاربرد رسانه‌های مدرن در حفظ یاد او در میان ایرانیان.
فعالیت‌های هایده در این فیلم در متن رویدادهای سیاسی - اجتماعی معاصر ایران مانند فضای دوران پهلوی، انقلاب ۱۳۵۷، جنگ ایران و عراق، مهاجرت و فضای جامعه مهاجر ایرانی در لوس آنجلس بررسی شده و گرایش‌های سیاسی و مذهبی او نیز مورد اشاره قرار گرفته‌است.

## نمایش‌ها و واکنش‌ها
سخن از هایده برای نخستین بار به مدت یک شب به بهانهٔ سالگرد درگذشت هایده در مرکز فرهنگی خریفیون (وابسته به دانشگاه آمستردام) در ۲۴ ژانویه ۲۰۰۹ به نمایش درآمد؛ برنامه با استقبال جامعه ایرانی در هلند و رسانه‌های فارسی‌زبان در اروپا و آمریکا مواجه شد. تلویزیون صدای آمریکا، رادیو بی.بی.سی، رادیو فردا و... پیش از نمایش با مستندساز مصاحبه کردند و تریلر فیلم را نیز پخش کردند.
فیلم در آوریل ۲۰۰۹ در آخن (آلمان) در برنامه‌ای با سازماندهی کانون رهاورد به روی صحنه رفت. به نوشته گزارشگر دویچه وله برخی جنبه‌های زندگی و کار هایده از جمله ارتباط با دربار شاهنشاهی موجب عدم حضور شماری از ایرانیان در این برنامه شد.
مستند «سخن از هایده» در یکم مه ۲۰۰۹ برای نخستین بار در آمریکا در سومین دوره جشنواره فیلم نور در لس‌آنجلس در برنامه‌ای که تمام بلیت‌هایش پیش‌فروش شد به نمایش در آمد. مستند در جشنواره نور نامزد دریافت جایزه «بهترین مستند» شد و رضا بدیعی، فیلمساز ایرانی مقیم آمریکا در گفتگو با هما سرشار در رادیو صدای ایران در لوس آنجلس (۶۷۰AM-KIRN) این فیلم را «گشوده شدن ورقی به زیبایی‌های زندگی هایده» نامید. با اینهمه، به گفته گزارشگر تلویزیون فارسی بی‌بی‌سی در جشنواره، «بازگویی بی پرده برخی حقایق در فیلم موجب اعتراض برخی دوستداران و وابستگان هایده شد.»
«سخن از هایده» در نهمین جشنواره جهانی سینمای تبعید در اکتبر ۲۰۰۹ در گوتنبرگ، سوئد نیز در نمایشی که تمام بلیت‌هایش پیش‌فروش شد به نمایش در آمد. هومن خلعتبری، رهبر اپرا در گراتس در همان زمان در نقدی برای سایت فارسی بی بی سی نوشت، این مستند «نخستین مستند ایرانی درباره یک خواننده‌است که موشکافانه به همه جنبه‌های کاری یک خواننده می‌پردازد و تقریباً همه چهره‌های مؤثر در آفرینش آثار آن هنرمند در مستند حضور دارند.»  خلعتبری همچنین افزود: «تصور می‌کنم هایده برای نسل‌های بعدی ایرانیان، به عنوان یکی از یادگارهای فرهنگی، باقی خواهد ماند.»
در دسامبر ۲۰۰۹، مستند «سخن از هایده» در چهارمین جشنواره فیلم‌های ایرانی در هلند در شهر زندام به نمایش در آمد. و سپس در آوریل ۲۰۱۰ در هشتمین «جشنواره جهانی سینمای ایران در تبعید» در پاریس به نمایش درآمد و کمی بعد، نقد آن در روزنامه چپ‌گرای اسراییلی "هاآرتص" منتشر شد؛ نقدی با عنوان «خواننده‌ای افسانه‌ای از ایران: طلوع و غروب هایده» به قلم نوام بن-زیو (استاد موسیقی دانشگاه حیفا).

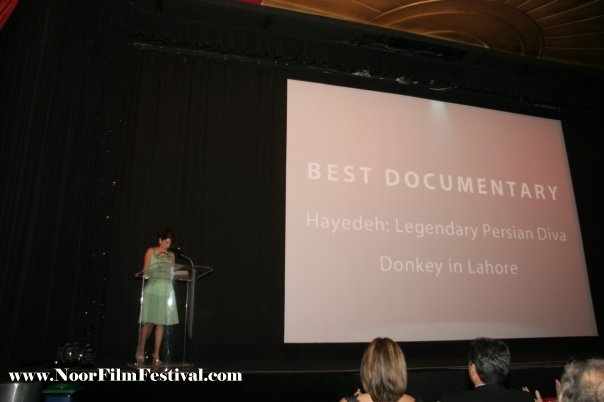
«سخن از هایده» نامزد «بهترین مستند» در جشنواره نور - لس‌آنجلس، ماه مه ۲۰۰۹.

مستند در ژوئن ۲۰۱۰ نیز در نهمین جشنواره ایرانیان سیاتل، واشینگتن در آمریکا اکران شد. و در همان زمان، نشریهٔ «روز آنلاین» در نقدی، مستند را «تلنگری برای یادآوری فضای شوم دهه شصت» در ایران خواند.
در نوامبر ۲۰۱۰ در نشریه هلندی اِلسِفیر نیز مقاله‌ای درباره هایده و مستند «سخن از هایده» منتشر شد. افشین عِلیان، استاد دانشگاه لیدن در این مطلب نوشت: «این مستند را باید ببینید. در مستند «سخن از هایده» زنان ایران را در سال ۱۹۴۰، به مدرنی زنان دیگر نقاط دنیا می‌بینید؛ در حالی‌که دهها سال بعد، به قعر دوران سیاه پرتاب شدند. این بلایی است که اسلام به سر یک ملت و فرهنگش می‌آورد. بنابراین دیگر به من نگویید که اسلام یک دین معمولی است. مذهبی که این آوای آسمانی و این اشعار ملکوتی را نمی‌خواهد بشنود جایش در دنیای آزادی و متمدن نیست...»

## واکنش جمهوری اسلامی ایران

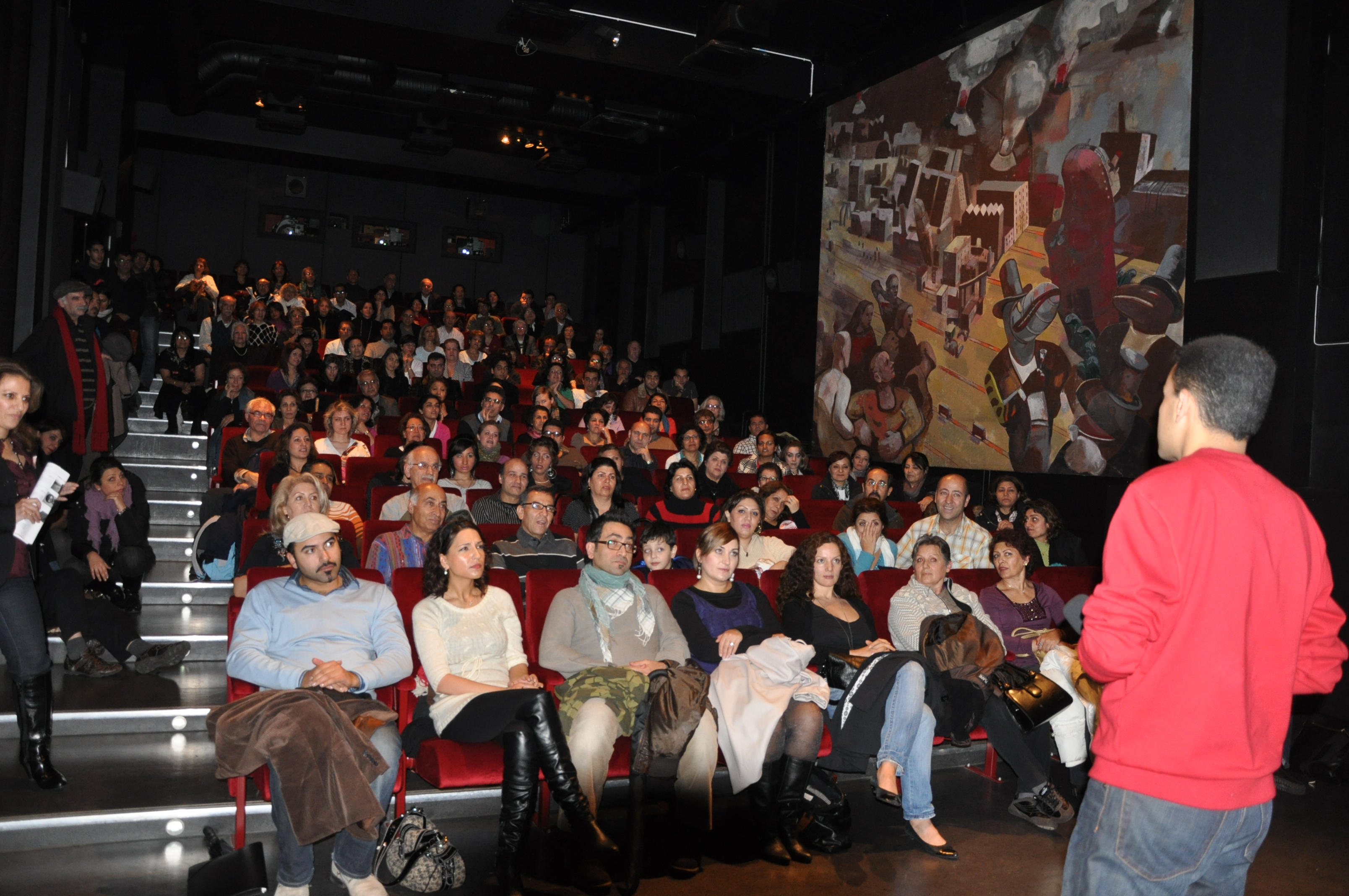
نمایش در جشنواره جهانی سینمای تبعید در سوئد و گفتگوی فیلمساز و تماشاگران

در شهریور ۱۳۸۸ خبرگزاری فارس در تهران، پژمان اکبرزاده را از بابت ساخت فیلم درباره «خوانندهٔ معلوم‌الحال طاغوتی» مورد انتقاد قرار داد.

## پشتیبانی مالی
بخشی از هزینه‌های ساخت این مستند از سوی رادیو زمانه در آمستردام، کمپانی میک مارکتینگ در لاهه و بنیاد یادبود سودآور در ژنو (سوییس) تأمین شده‌است.